# Albert Marth
Albert Marth (Kolobrzeg, 5 de mayo de 1828 - Heidelberg, 5 de agosto de 1897), astrónomo alemán que trabajó en Inglaterra e Irlanda.

## Semblanza
Se trasladó a Inglaterra en 1853 para trabajar para George Bishop, un rico comerciante de vinos aficionado a la astronomía. Más tarde aceptó el puesto de astrónomo en el Observatorio Universitario de Durham (1855).
En 1862 aceptó el puesto de observador y asistente de William Lassell en Malta, en donde estuvo entre los años 1862 y 1865; en 1868 fue contratado como observador en el Observatorio Newall instalado en Gateshead, cerca de Newcastle. Finalmente, en 1883, aceptó el puesto de director del Observatorio Markree, en el castillo homónimo, Irlanda.
Descubrió 600 nebulosas y un único asteroide —Anfitrita— el 1 de marzo de 1854. Realizó completas efemérides astronómicas de los cuerpos del sistema solar (muy especialmente sobre las posiciones de los satélites planetarios) y cálculos de los tránsitos de varios planetas, prediciendo los tránsitos de Marte entre muchos otros.
Sendos cráteres de la Luna y Marte (en la zona de Oaxia Palus) han sido bautizados con su nombre en su honor.

## Artículos
- Discovery of a New Planet, Amphitrite (1854), Monthly Notices of the Royal Astronomical Society, Vol. 14, p.151.
- Epphemeris of the Smaller Satellites of Saturn (1865), Astronomical Register, Vol. 3, pp. 122-123.
- Ephemerides of the satellites of Saturn, 1888-89 (1888), Monthly Notices of the Royal Astronomical Society, Vol. 48, p. 398.
- Ephemeris of the Satellites of Uranus, 1891 (1891), Monthly Notices of the Royal Astronomical Society, Vol. 51, p. 179.
- Ephemeris of the satellite of Neptune 1889-90 (1890).
- Ephemeris for physical observations of Mars, 1896-97 (1896), Monthly Notices of the Royal Astronomical Society, Vol. 56, p. 516

## Eponimia
- El cráter lunar Marth lleva este nombre en su memoria.[3]
- El cráter marciano Marth también conmemora su nombre.[4]